# Tournoi de clôture du championnat du Honduras de football 2000
Navigation
Saison précédente Saison suivante
Le Tournoi Clausura 2000 est le cinquième tournoi saisonnier disputé au Honduras.
C'est cependant la 36e fois que le titre de champion du Honduras est remis en jeu.
Lors de ce tournoi, le CD Motagua a conservé son titre de champion du Honduras face aux neuf meilleurs clubs honduriens.
Chacun des dix clubs participant était confronté deux fois aux neuf autres équipes. Puis les six meilleures se sont affrontées lors d'une phase finale à la fin du tournoi.
Seulement une place était qualificative pour la Copa Interclubes UNCAF.

## Les 10 clubs participants
| \| Tegucigalpa: CD Federal CD Motagua CD Olimpia Pumas UNAH Deportivo Broncos Tegucigalpa CD Marathon Real España Tegucigalpa CD Platense CD Marathon Real España Tegucigalpa CD Victoria CD Vida CD Victoria CD Vida \| Localisation des clubs. |
| Tegucigalpa: CD Federal CD Motagua CD Olimpia Pumas UNAH Deportivo Broncos Tegucigalpa CD Marathon Real España Tegucigalpa CD Platense CD Marathon Real España Tegucigalpa CD Victoria CD Vida CD Victoria CD Vida                               |

| Club              | Stade                        | Capacité | Ville          |
| Deportivo Broncos | Stade Fausto Flores Lagos    | 5 000    | Choluteca      |
| CD Federal (en)   | Stade Tiburcio Carias Andino | 35 000   | Tegucigalpa    |
| CD Marathon       | Stade Yankel Rosenthal       | 15 000   | San Pedro Sula |
| CD Motagua        | Stade Tiburcio Carias Andino | 35 000   | Tegucigalpa    |
| CD Olimpia        | Stade Tiburcio Carias Andino | 35 000   | Tegucigalpa    |
| CD Platense       | Stade Excelsior              | 10 000   | Puerto Cortés  |
| Real España       | Stade Francisco Morazán      | 20 000   | San Pedro Sula |
| Pumas UNAH        | Stade Tiburcio Carias Andino | 35 000   | Tegucigalpa    |
| CD Victoria       | Stade Nilmo Edwards          | 25 000   | La Ceiba       |
| CD Vida           | Stade Nilmo Edwards          | 25 000   | La Ceiba       |

## Compétition
Le tournoi Clausura s'est déroulé de la même façon que les tournois saisonniers précédents, en deux phases :
- La phase de qualification : les dix-huit journées de championnat.
- La phase finale : les matchs aller-retour allant des quarts de finale à la finale.

### Phase de qualification
Lors de la phase de qualification les dix équipes affrontent à deux reprises les neuf autres équipes selon un calendrier tiré aléatoirement.
Les six meilleures équipes sont qualifiées pour les quarts de finale.
Le classement est établi sur le barème de points classique (victoire à 3 points, match nul à 1, défaite à 0).
Le départage final se fait selon les critères suivants :
- Le nombre de points.
- La différence de buts générale.
- La différence de buts particulière.
- Le nombre de buts marqué.

### Classement
| Rang | Équipe              | Pts | J  | G  | N | P  | Bp | Bc | Diff |
| ---- | ------------------- | --- | -- | -- | - | -- | -- | -- | ---- |
| 1    | CD Olimpia          | 38  | 18 | 11 | 5 | 2  | 27 | 14 | +13  |
| 2    | CD Platense         | 34  | 18 | 10 | 4 | 4  | 39 | 21 | +18  |
| 3    | CD Motagua (T)      | 34  | 18 | 9  | 7 | 2  | 26 | 17 | +9   |
| 4    | CD Victoria         | 24  | 18 | 6  | 6 | 6  | 25 | 21 | +4   |
| 5    | CD Marathon         | 22  | 18 | 6  | 4 | 8  | 24 | 22 | +2   |
| 6    | CD Federal (en) (P) | 22  | 18 | 5  | 7 | 6  | 26 | 29 | -3   |
| 7    | Deportivo Broncos   | 22  | 18 | 6  | 4 | 8  | 20 | 25 | -5   |
| 8    | Real España         | 16  | 18 | 3  | 7 | 8  | 14 | 22 | -8   |
| 9    | Pumas UNAH          | 16  | 18 | 3  | 7 | 8  | 18 | 36 | -18  |
| 10   | CD Vida             | 14  | 18 | 3  | 5 | 10 | 18 | 30 | -12  |

| Légende : Qualifications et relégations | Légende : Qualifications et relégations                  |
| --------------------------------------- | -------------------------------------------------------- |
|                                         | Qualifié pour les quarts de finale                       |
|                                         | (T) : Tenant du titre (P) : Promu de la saison 1998-1999 |

#### Matchs
| Résultats (▼dom., ►ext.)                                   | Bro | Fed | Mar | Mot | Oli | Pla | Esp | Uni | Vic | Vid |
| Deportivo Broncos                                          |     | 1-0 | 2-0 | 0-0 | 4-2 | 1-0 | 1-0 | 1-1 | 0-1 | 3-2 |
| CD Federal (en)                                            | 5-2 |     | 4-2 | 1-2 | 1-1 | 0-2 | 0-0 | 2-1 | 0-0 | 3-2 |
| CD Marathon                                                | 2-2 | 1-2 |     | 2-0 | 0-3 | 0-0 | 2-0 | 0-1 | 2-0 | 6-1 |
| CD Motagua                                                 | 1-0 | 1-1 | 0-0 |     | 3-3 | 3-3 | 2-0 | 2-1 | 2-1 | 1-0 |
| CD Olimpia                                                 | 1-0 | 2-0 | 1-0 | 0-1 |     | 0-0 | 2-0 | 3-2 | 2-1 | 0-0 |
| CD Platense                                                | 3-1 | 4-2 | 3-1 | 1-3 | 1-3 |     | 0-0 | 8-0 | 3-2 | 3-2 |
| Real España                                                | 2-1 | 2-2 | 0-1 | 1-1 | 0-1 | 0-2 |     | 2-1 | 3-1 | 1-1 |
| Pumas UNAH                                                 | 0-0 | 2-2 | 2-1 | 0-3 | 1-1 | 1-4 | 1-1 |     | 0-3 | 1-0 |
| CD Victoria                                                | 3-0 | 4-1 | 1-1 | 0-0 | 0-1 | 2-1 | 1-1 | 2-2 |     | 1-0 |
| CD Vida                                                    | 2-1 | 0-0 | 0-3 | 3-1 | 0-1 | 0-1 | 2-1 | 1-1 | 2-2 |     |
| - Victoire à domicile - Match nul - Victoire à l'extérieur |     |     |     |     |     |     |     |     |     |     |

#### Classement cumulatif
| Rang | Équipe              | Pts | J  | G  | N  | P  | Bp | Bc | Diff |
| ---- | ------------------- | --- | -- | -- | -- | -- | -- | -- | ---- |
| 1    | CD Motagua (C)      | 71  | 36 | 19 | 14 | 3  | 65 | 33 | +32  |
| 2    | CD Olimpia          | 71  | 36 | 20 | 11 | 5  | 53 | 28 | +25  |
| 3    | CD Platense         | 59  | 36 | 16 | 11 | 9  | 63 | 45 | +18  |
| 4    | CD Victoria         | 55  | 36 | 14 | 13 | 9  | 50 | 40 | +10  |
| 5    | Deportivo Broncos   | 50  | 36 | 13 | 11 | 12 | 42 | 40 | +2   |
| 6    | CD Marathon         | 39  | 36 | 9  | 12 | 15 | 40 | 44 | -4   |
| 7    | CD Vida             | 36  | 36 | 9  | 9  | 18 | 36 | 60 | -24  |
| 8    | Pumas UNAH          | 35  | 36 | 7  | 14 | 15 | 38 | 59 | -21  |
| 9    | Real España         | 33  | 36 | 7  | 12 | 17 | 27 | 43 | -16  |
| 10   | CD Federal (en) (P) | 31  | 36 | 6  | 13 | 17 | 44 | 66 | -22  |

| Légende : Qualifications et relégations | Légende : Qualifications et relégations                                           |
| --------------------------------------- | --------------------------------------------------------------------------------- |
|                                         | Copa Interclubes UNCAF 2001 (en) (Phase de groupe)                                |
|                                         | Relégué en Liga Nacional de Ascenso                                               |
|                                         | (C) : Vainqueur des deux tournois de la saison (P) : Promu de la saison 1998-1999 |

### La Phase Finale
Les six équipes qualifiées sont réparties dans le tableau final d'après leur classement général, le troisième affrontant le quatrième, le deuxième affrontant le cinquième et le premier affrontant le sixième lors des quarts de finale. Au terme de ceux-ci, le meilleur perdant est également qualifié pour les demi-finales. Les quatre équipes sont alors réparties dans le tableau final d'après leur classement général, le deuxième affrontant le troisième et le premier affrontant le quatrième
En cas d'égalité sur la somme des deux matchs, c'est la position au classement général qui départage les deux équipes, sauf pour la finale où des prolongations puis une séance de tirs au but ont éventuellement lieu.

#### Quarts de finale
| Club        | Aller | Retour | Club            | Commentaire |
| CD Olimpia  | 0-1   | 4-0    | CD Federal (en) |             |
| CD Platense | 1-2   | 0-0    | CD Marathon     |             |
| CD Motagua  | 2-1   | 2-1    | CD Victoria     |             |

#### Tableau
|  |                 |            |            |            |            |     |      |        |        |        |        |        |
|  | 1/2 finale      | 1/2 finale | 1/2 finale | 1/2 finale | 1/2 finale |     |      | Finale | Finale | Finale | Finale | Finale |
|  |                 |            |            |            |            |     |      |        |        |        |        |        |
|  |                 |            |            |            |            |     |      |        |        |        |        |        |
|  | CD Olimpia      | (1)        | 2          | 2          |            |     |      |        |        |        |        |        |
|  | CD Olimpia      | (1)        | 2          | 2          |            |     |      |        |        |        |        |        |
|  | CD Federal (en) | (4)        | 1          | 0          |            |     |      |        |        |        |        |        |
|  | CD Federal (en) | (4)        | 1          | 0          | CD Olimpia | (1) | 1    | 1      | 0(2)   |        |        |        |
|  |                 |            |            |            |            | (1) | 1    | 1      | 0(2)   |        |        |        |
|  |                 |            | CD Motagua | (2)        | 1          | 1   | 0(3) |        |        |        |        |        |
|  | CD Motagua      | (2)        | CD Motagua | (2)        | 1          | 1   | 0(3) |        |        |        |        |        |
|  | CD Motagua      | (2)        |            |            |            |     |      |        |        |        |        |        |
|  | CD Marathon     | (3)        |            |            |            |     |      |        |        |        |        |        |
|  | CD Marathon     | (3)        |            |            |            |     |      |        |        |        |        |        |

#### Demi-finales
| Club       | Aller | Retour | Club            | Commentaire |
| CD Olimpia | 2-1   | 2-0    | CD Federal (en) |             |
| CD Motagua | 1-1   | 1-1    | CD Marathon     |             |

#### Finale
| Match aller  | CD Motagua     | 1:1   | CD Olimpia           | Stade Tiburcio Carias Andino |  |
| 20 août 2000 | Juan Moles 83e | (0:0) | Samuel Caballero 85e |                              |  |

| Match retour | CD Olimpia      | 1:1 (a.p.) | CD Motagua          | Stade Tiburcio Carias Andino |  |
| 26 août 2000 | Danilo Tosello  |            | Reynaldo Clavasquín |                              |  |
| 26 août 2000 | Tirs au but 2:3 |            |                     |                              |  |

## Bilan du tournoi
| Tableau d'Honneur     |            |
| Compétition           | Vainqueur  |
| Tournoi Clausura 2000 | CD Motagua |

| Qualifications continentales 2000-2001 |                       |
| Copa Interclubes UNCAF                 | Qualifiés             |
| Phase de groupe (en)                   | CD Motagua CD Olimpia |

| Promotions et relégations           |                 |
| Relégué en Liga Nacional de Ascenso | CD Federal (en) |
| Promu de Liga Nacional de Ascenso   | Deportes Savio  |